# Међународни часопис за уметност стрипа
Међународни часопис за уметност стрипа (енгл. International Journal of Comic Art) је стручно-научно часопис о стрипској уметности и ликовном приповедању који се објављује два пута годишње. Основао га је 1999. године професор Џон Лент са Универзитет Темпл у Филаделфији (Пенсилванија, Сједињене Америчке Државе) који је и главни уредник. Часопис је независан, само у штампаном облику и нема интернет издање, али је списак садржаја доступан на интернету. Часопис је основан да би отворио нови простор за научнике да објављују академске радове о стриповима.
Проф. Југослав Влаховић је члан међународног уређивачког савета за југословенски простор, а Зоран Стефановић за Србију.
Часопис доноси и прилоге о југословенском стрипу и сродним пољима, попут прилога Игора Прасела о стрипу у Словенији; студије о златном добу српског стрипа у Краљевини Југославији Здравка Зупана; или о Загребачкој школи цртаног филма из пера брачног пара Боривоја Довниковића и Весне Довниковић.
Пародија, Међупланетарни часопис за стрипску уметност: Зборник у част Џона Лента, коју је уредио Мајкл Род са задњом корицом Ралфа Стедмана, представљена је Ленту на његов 70. рођендан.